# Paruwrobates
Paruwrobates  (лат.) — род бесхвостых земноводных из семейства древолазов, обитающих в Южной Америке. Является сестринской группой Ectopoglossus. Род создан перенесением из синонимов рода Ameerega.

## Распространение
Обитают на тихоокеанском побережье южной части Колумбии и северного Эквадора на высотах 170-1780 м над уровнем моря.

## Классификация
На февраль 2023 года в род включают 3 вида:
- Paruwrobates andinus (Myers and Burrowes, 1987)
- Paruwrobates erythromos (Vigle and Miyata, 1980)
- Paruwrobates whymperi (Boulenger, 1882) — Эквадорский древолаз